# Fëdor Alekseevič Golovin
Fëdor Alekseevič Golovin (in russo Фёдор Алексе́евич Голови́н?; 1650 – Hluchiv, 30 luglio 1706) è stato un politico, diplomatico e nobile russo.
Presidente del dipartimento di politica estera, ammiraglio generale (1699) e primo feldmaresciallo della Russia (1700), fu il primo detentore della più alta tra le onorificenze russe, l'Ordine di Sant'Andrea (10 marzo 1699).

## Biografia

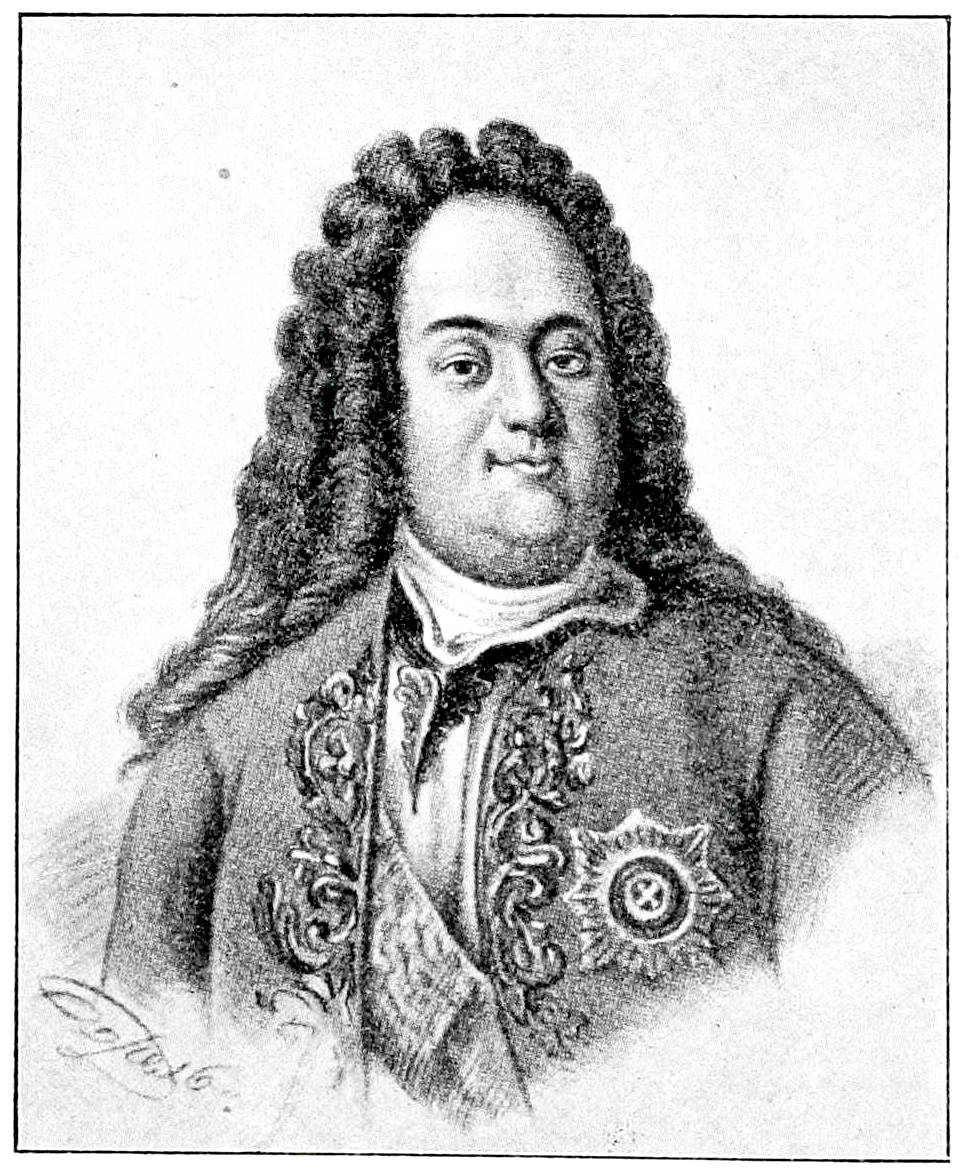
Golovin in un'incisione degli inizi del Novecento

Discendente da una famiglia di boiardi, Fëdor era figlio di Aleksej Petrovič Golovin (1618-1690), già governatore di Simbirsk, Astrakan e Tobolsk. Secondo una credenza popolare, lo zar Alessio I di Russia, sul letto di morte, fece promettere a Golovin "di guardare lo zarevic Pietro come fosse la pupilla dei suoi occhi" e difatti durante la ribellione di Streltsy fu Golovin a portarlo da Mosca ed a metterlo in salvo presso il monastero della Trinità. Nel 1676 gli venne concesso il privilegio di un maggiordomo personale.
Sotto la reggenza della zarina Sof'ja Alekseevna Romanova, attirò l'attenzione del primo ministro Vasilij Vasilievic Golitsyn che lo inviò nel 1686 nella regione dell'Amur "per trattare con la popolazione locale e riportare la pace". Nel 1689 riuscì a concludere il trattato di Nerchinsk secondo il quale, seppur a denti stretti, la Russia cedeva alla Cina il territorio del fiume Amur sino alla confluenza col fiume Amazar a causa dell'impossibilità di condurre una seria guerra contro i cinesi da parte dei russi in quel particolare periodo storico.
Al suo ritorno dall'ambasciata gli venne concessa la carica di governatore della Siberia. Divenne nel contempo uno dei più stretti collaboratori del nuovo zar Pietro I di Russia ed appoggiò in pieno il suo piano di trasformazione e modernizzazione dell'impero russo. Golovin pare sia stato il primo dei boiardi a radersi la barba secondo le nuove disposizioni volute da Pietro I per occidentalizzare i costumi della società russa. Organizzò attentamente la seconda campagna militare nel Mar d'Azov, durante la quale comandò l'avanguardia delle galee, giunte insieme a Pietro I attraverso il Don ad Azov. Al termine del conflitto ottenne la medaglia d'argento della campagna dalle mani dello zar e gli venne concesso in feudo il villaggio di Molodovskoe con tutti i contadini presenti per un totale di 57 famiglie con le loro terre".
Golovin ha svolto un ruolo eccezionale nella creazione della marina militare russa. Nella Grande ambasciata del 1697, si classificò secondo dopo François Lefort e seguì lo zar nelle principali capitali europee, raccogliendo oltre ai consensi anche talenti per il rinnovato impero russo, predisponendo in particolare armatori e carpentieri per la costruzione di nuove navi da guerra secondo i dettami moderni. Fondò inoltre la prima scuola di navigazione in Russia sul modello di quelle viste in Olanda.

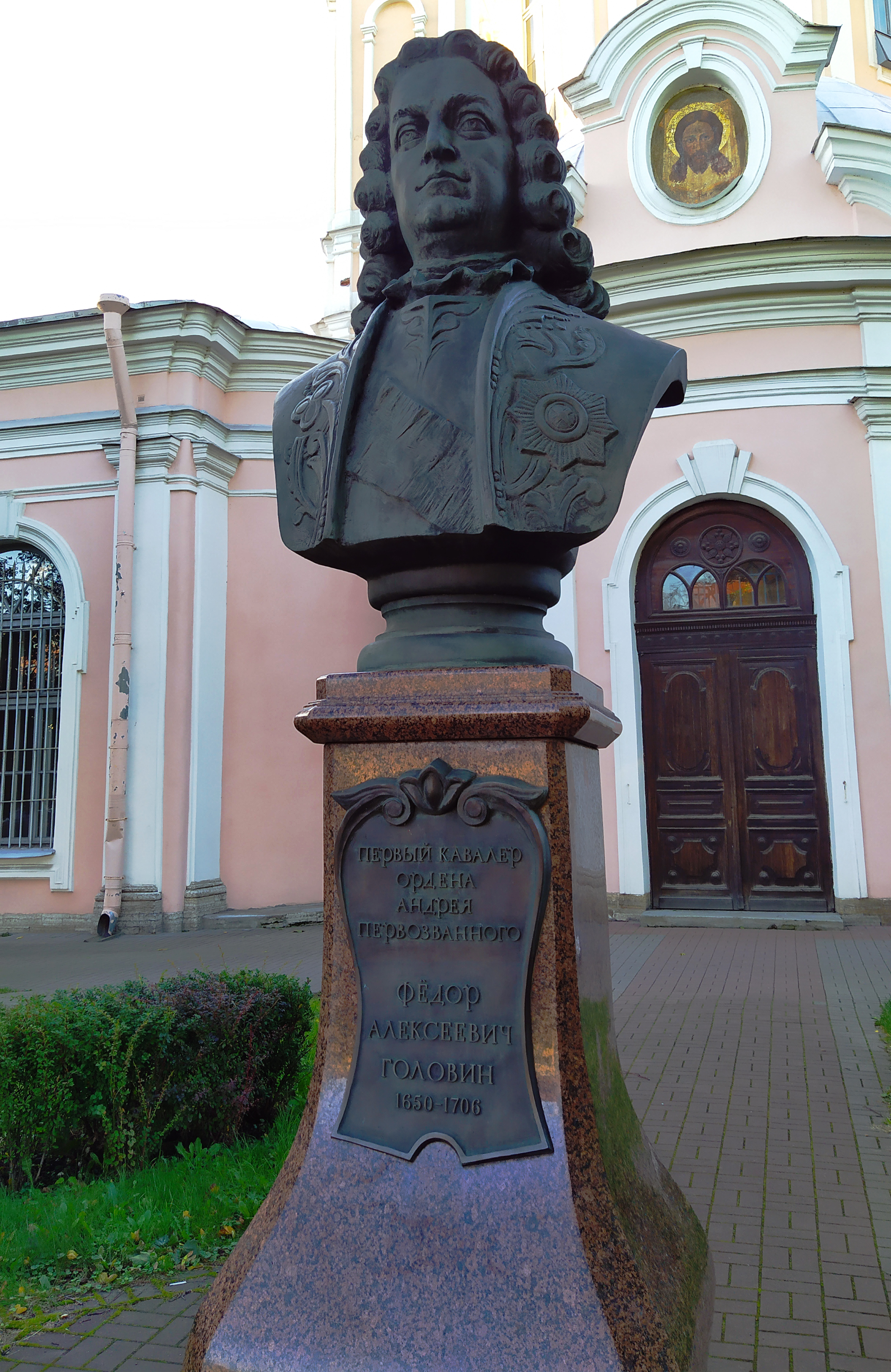
Memoriale di Golovin sull'isola Vasilievsky a San Pietroburgo

Nel 1699, dopo la morte di Lefort, Golovin venne nominato ammiraglio generale e divenne il primo cavaliere dell'Ordine di Sant'Andrea, la più alta onorificenza russa. Venne nominato ministro degli esteri, assumendo una posizione di primo piano tra i funzionari di governo al punto che molti governanti lo reputavano effettivamente un primo ministro. Fino alla sua morte nel 1706, guidò la diplomazia russa, tenendo ampie corrispondenze diplomatiche, anche con personaggi di rilievo per l'epoca come lo svedese Johann Reinhold von Patkul, l'atamano ucraino Ivan Mazeppa e diresse personalmente le azioni degli ambasciatori russi presso le grandi potenze mondiali. Sotto la supervisione di Golovin, venne creato un primo sistema di missioni diplomatiche russe all'estero che fino a quel momento era stato sporadico e disorganizzato. Nel 1704 firmò un trattato con la Polonia per conto dello zar, redasse personalmente il trattato russo-danese e curò la demarcazione del confine con l'Impero ottomano.
Il 19 agosto 1700 ricevette il grado di feldmaresciallo dell'esercito russo proprio poco prima dello scoppio della guerra con la Svezia, ma alla vigilia della battaglia della Narva, insieme a Pietro I, lasciò l'esercito attivo, lasciando il comando al duca de Croÿ. Con diploma del 5 novembre 1701 firmato da Leopoldo I del Sacro Romano Impero, Golovin venne decretato conte del Sacro Romano Impero con trasmissibilità anche ai suoi discendenti.
Nell'estate del 1702, accompagnò lo zar ad Arcangelo, assistendo al trasporto delle navi che presero poi parte all'assedio di Noteborg. Nel 1703 presenziò all'assedio di Nyenskans.
Morì presso la città di Hluchiv, sulla strada per Kiev, dove si doveva recare per raggiungere il sovrano russo, il quale si disse particolarmente addolorato quando seppe della morte del fedele amico. Solo 7 mesi dopo, i suoi resti furono portati nella tomba di famiglia presso il monastero di Simonov.

## Matrimonio e figli
Sebbene Golovin sia stato uno statista di prim'ordine, nulla è sopravvissuto sulla figura di sua moglie che, secondo alcuni storici, si sarebbe chiamata Caterina. Da questo matrimonio nacquero i seguenti figli:
- Jurij (1682-1708), sposò Anna, figlia del conte Boris Petrovič Šeremetev
- Aleksandr (1694-1731), viceammiraglio, sposò la figlia del vicecancelliere Pëtr Pavlovič Šafirov
- Nikolaj (1695-1745), ammiraglio, senatore, sposò Sofia Nikitichna Pushkina; la loro figlia Natalia sposò il feldmaresciallo principe Pietro Augusto di Schleswig-Holstein-Sonderburg-Beck, cugino dello zar Pietro III
- Praskovya (1687-1720), moglie del principe Sergej Borisovič Golicyn e nonna di Sergej Fëdorovič Golicyn.